# Seize the Day
Seize the Day er debutalbummet af den danske singer-songwriter Ida. Albummet udkom den 18. november 2013 på Epic Records og Sony Music. Ida vandt talentkonkurrencen X Factor på DR1 den 23. marts 2012, og udsendte efterfølgende vindersinglen "I Can Be", der var skrevet af Ida, Søren Vestergaard, og Tobias Stenkjær. Singlen har modtaget platin for downloads og streaming.
Seize the Day debuterede på hitlistens 20. plads, og solgte 385 eksemplarer i den første uge. Den efterfølgende uge faldt albummet til en 33. plads, som blev den sidste uge i hitlistens top 40.

## Spor
| #   | Titel                                        | Tekst                                   | Musik                      | Producer(e)                      | Længde |
| --- | -------------------------------------------- | --------------------------------------- | -------------------------- | -------------------------------- | ------ |
| 1.  | "I Can Be" (album version)                   | Ida, Søren Vestergaard, Tobias Stenkjær | Ida, Vestergaard, Stenkjær | Søren Mikkelsen, Vestergaard     | 4:03   |
| 2.  | "Who We Are"                                 | Ida, Neill C. Furio                     | Ida                        | Mikkelsen, Ida[a]                | 3:38   |
| 3.  | "Pink and Blue"                              | Ida                                     | Ida                        | Mikkelsen, Ida[a]                | 4:10   |
| 4.  | "Run"                                        | Ida, Furio                              | Ida                        | Mikkelsen, Ida[a]                | 4:04   |
| 5.  | "Maybe I Like It"                            | Ida, J-Son, John Alexis                 | Ida, J-Son, Alexis         | Alexis                           | 3:34   |
| 6.  | "You Don't Care"                             | Ida                                     | Ida                        | Mikkelsen, Ida[a]                | 3:45   |
| 7.  | "Autopilot"                                  | Ida, Furio                              | Ida                        | Mikkelsen, Ida[a]                | 4:57   |
| 8.  | "Sharp Tongues"                              | Ida, Furio                              | Ida                        | Anders Christensen, Peter Lützen | 4:04   |
| 9.  | "Underdog"                                   | Ida, Furio                              | Ida                        | Mikkelsen, Ida[a]                | 3:29   |
| 10. | "Ease My Mind"                               | Ida                                     | Ida                        | Mikkelsen, Ida[a]                | 4:29   |
| 11. | "In the Night"                               | Ida, Furio                              | Ida                        | Christensen, Lützen              | 3:10   |
| 12. | "Numbers"                                    | Ida, Furio                              | Ida                        | Mikkelsen, Ida[a]                | 4:11   |
| 13. | "Ease My Mind" (writer's demo) (bonus track) | Ida                                     | Ida                        | Mikkelsen, Ida[a]                | 4:25   |

- ↑[a] angiver co-producer